# Pretoria
Pretoria je sjedište vlade Južnoafričke Republike i glavni grad pokrajine Transvaala.
Nalazi se 55 kilometara sjeverno od Johannesburga. Privredno je važna dobro razvijena metalurgija, metalna, elektrotehnička i prehrambena industrija te proizvodnja stakla i cementa. Važno željezničko i cestovno čvorište, međunarodna zračna luka.
Grad je osnovan 1855. i nazvan po burskom vojskovođi A.W.J. Pretoriusu. Ovdje je 1881. potpisana konvencija kojom se Transvaalu priznaje samostalnost pod britanskim suverenitetom. Godine 1902. sklopljen je nakon Burskog rata mir s Britancima, a 1961. proglašena Južnoafrička Republika, nakon istupa Južnoafričkoga Saveza iz Commonwealtha.
Po popisu iz 2007. godine, ukupno ima 2.345.908 stanovnika. 